# Leopold Witte
Pour les articles homonymes, voir Witte.
 (octobre 2018).
Si vous disposez d'ouvrages ou d'articles de référence ou si vous connaissez des sites web de qualité traitant du thème abordé ici, merci de compléter l'article en donnant les références utiles à sa vérifiabilité et en les liant à la section « Notes et références ».
Leopold Witte, né le 28 mai 1959 à Haarlem, est un acteur néerlandais.

## Filmographie

### Cinéma et téléfilms
- 1982 : De moeder van David S : David
- 1996 : Advocaat van de Hanen (nl) : L'Avocat
- 1996 : Baantjer: De Cock en de reclamemoord : Lex de Jong
- 1999 : Spangen (nl) : Harold Manté
- 2001 : IJS : Jeroen
- 2001 : Baantjer: De Cock en de moord op het vertrouwen deel 1 en 2 : Joost Steenman
- 2003 : Kees de jongen (nl) : Portier Leenkantoor
- 2004 : Rozengeur & Wodka Lime (nl) : Max Vervoort (2004-2005)
- 2005 : Jardins secrets : Evert Lodewijkx (2005-2009)
- 2005 : Baantjer: De Cock en de kroongetuige : Avocat Dijs
- 2006 : Spoorloos verdwenen: De verdwenen bruidegom : Pim Brons
- 2011 : Ik hou van Holland (nl) : Gast
- 2011 : Gooische Vrouwen (nl) : Evert Lodewijkx
- 2012 : Dokter Deen (nl) : Oscar
- 2014 : Gooische Vrouwen 2 (nl) : Evert Lodewijkx
- 2015 : Ventoux : Joost
- 2016 : Waterboys : Victor
- 2017 : Nieuwe Buren (nl) : Carl Dijkma

## Vie privée
Il est le père de l'actrice Dorus Witte.

## Homonymie
- (en) Leopold_Witte (1836 - 1921), théologien protestant allemand